# Guusje Eijbers
Guusje Eijbers (Venlo, 22 oktober 1954) is een Nederlandse actrice en toneelregisseuse.

## Biografie
Eijbers werd geboren als Augusta Maria, dochter van Wijbe Berend Eijbers (1915-1991) en Augusta Maria Vestdijk (1919-2004) een nicht van Simon Vestdijk. Zij studeerde aan de Toneelacademie Maastricht en was vervolgens van 1978 tot 1988 verbonden aan de Haagse Comedie, waar zij onder andere Molière, Tsjechov en Shakespeare speelde. Hierna stapte ze voor één jaar over naar het Nationale Toneel. In 1988 regisseerde Eijbers de voorstelling Dit verhaal (Purper 6) en in 1989 de voorstelling Pastiche (Purper 7) van toneelgroep Purper. In 1990 speelde zij een muzikale solovoorstelling onder de titel Smile please.

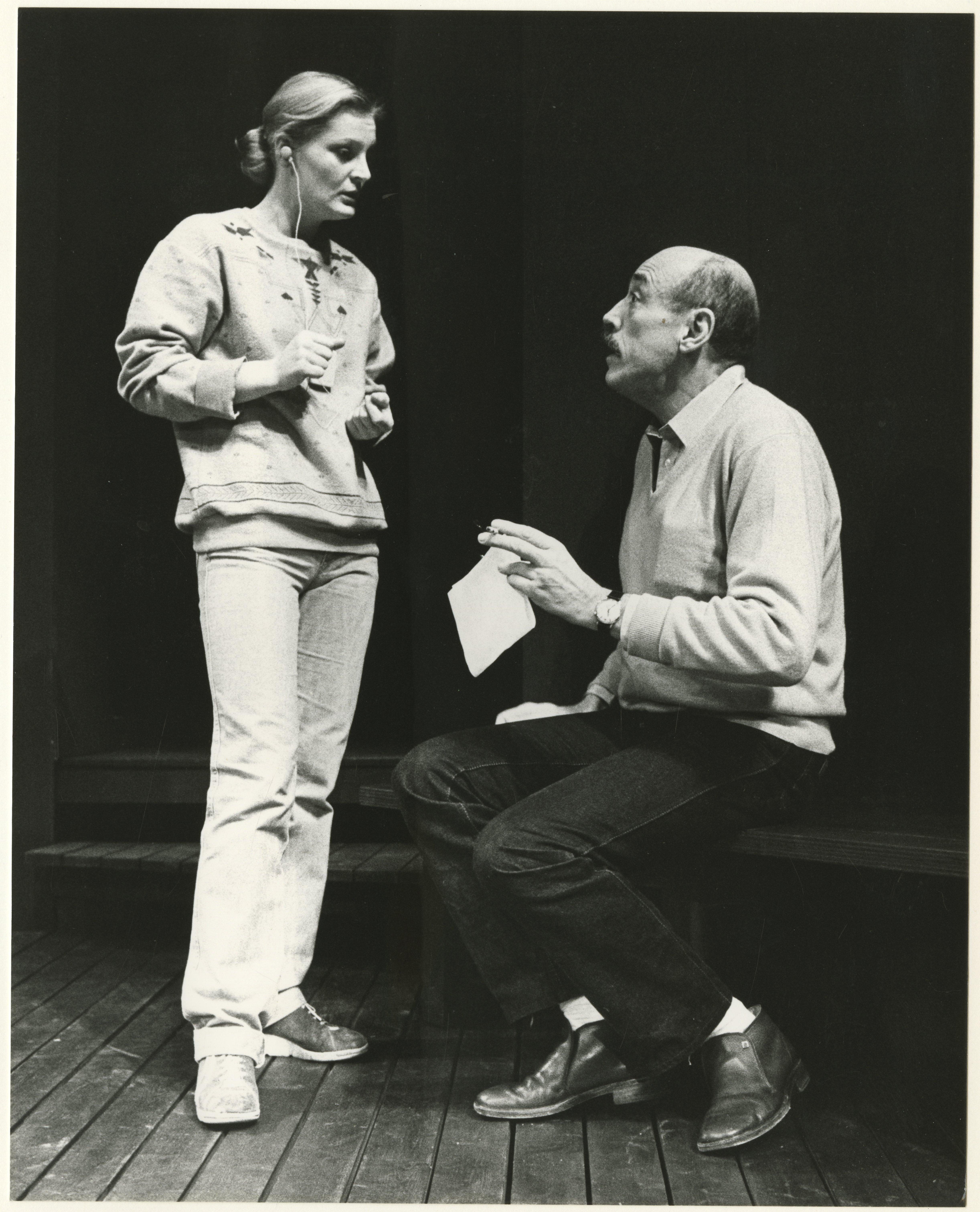
De Haagse Comedie geeft de première van 'Kinderen van een mindere god' (Mark Medoff) in de Koninklijke Schouwburg, 1981

Vanaf 1981 is Eijbers ook op televisie te zien, in uiteenlopende rollen in diverse soorten programma's, waaronder de reeks Het wassende water. Haar meest in het oog lopende rol was die van Astrid Meeuwis in Medisch Centrum West, die haar de Televizierring zou opleveren. Zij speelde deze rol vanaf 1991 tot aan het einde van de serie in 1994.
Hierna concentreerde Eijbers zich op het regisseren van toneelstukken. In 1995 richtte zij Theater De Regentes op, waarvan zij zelf artistiek leider werd. Deze theatergroep voerde met name toneelstukken op bijzondere locaties op, zoals in een lift, zwembad of op een vuilstortplaats. Vanaf 1999 werkte Eijbers als regisseuse veelvuldig samen met toneelschrijver Rob van Dalen. Samen maakten zij onder andere een bewerking van Romeo en Julia, voorstellingen over Godfried Bomans en Dolf Brouwers en twee voorstellingen over het personage Pivetti, waarmee ze op De Parade stonden. Rond die tijd gaf Eijbers ook incidenteel les, onder meer aan de Toneelacademie Maastricht en aan Rabarber, de theaterschool van Den Haag. 
Van 2004 tot 2012 regisseerde Eijbers ieder jaar in december de komedie Dinner for One, waarin zij ieder jaar twee andere acteurs de rollen liet vervullen. In 2005 richtte zij Podium DeLuXe op, een theatergroep waarvan zij zelf opnieuw artistiek leider werd. In 2006 had zij weer een grote televisierol in de Talpa-serie Koppels, als Lucia Brunner. In 2007 regisseerde ze het nieuwe toneelstuk Joke, een productie van Podium DeLuXe, waarvan in 2009 een reprise werd uitgebracht met Isa Hoes in de hoofdrol. Van 2016 tot 2017 regisseerde zij De YOLO Show, een theaterproject met 60-plussers in het Zuiderstrand Theater in Scheveningen.
Eerder al, in 2010, keerde Eijbers terug op televisie, onder andere in A'dam - E.V.A., gevolgd door een hoofdrol in 2011 in Van God Los en Hart tegen Hard.
Eijbers is bedenker en initiatiefnemer van BedtimeStories, een non-profit organisatie die professionele acteurs inzet in ziekenhuizen en zorginstellingen om kwetsbare groepen in de maatschappij een extra steun in de rug te geven. In 2023 is Eijbers benoemd tot Ridder in de Orde van Oranje-Nassau voor haar baanbrekende werk in de Nederlandse theaterwereld en met de Stichting BedtimeStories.

## Filmografie

### Televisie
- Mensen zoals jij en ik - bruid (1981)
- Mensen zoals jij en ik - rol onbekend (1983)
- Het wassende water - Annelies Blok (1986)
- De zomer van '45 - rol onbekend (1991)
- Medisch Centrum West - Astrid Meeuwis (1991-1994)
- Baantjer - Giselle de Hoog (1995)
- Pleidooi - rol onbekend (1994)
- Blauw Blauw - Vriendin van Wim (1999)
- Samen - rol onbekend (2005)
- Bitches - Suzan (2005)
- Koppels - Lucia Brunner (2006)
- De co-assistent - Dynie Biesterveld (2008)
- A'dam - E.V.A. - Moeder van Eva (2011)
- Hart tegen Hard - Hedwig Verhulst (2011)
- Van God Los - Afl. 4 Moeder (2011)
- Dagboek van een callgirl - Ellen Dekker (2015)

### Film
- Oesters van Nam Kee - Moeder van Berry (2002)
- Het Wonder van Máxima - Kitty (2003)
- Olivier etc. - Tante Julia (2006)
- Ongezien - Vrouw in de parfumerie (2007)
- De Storm - De moeder (2009)